# Laruscade
Laruscade – miejscowość i gmina we Francji, w regionie Nowa Akwitania, w departamencie Żyronda.
Według danych na rok 1990 gminę zamieszkiwało 1679 osób, a gęstość zaludnienia wynosiła 36 osób/km² (wśród 2290 gmin Akwitanii Laruscade plasuje się na 251. miejscu pod względem liczby ludności, natomiast pod względem powierzchni na miejscu 139.).